# 1823 dans les chemins de fer
Chronologie des chemins de fer
1822 dans les chemins de fer - 1823 - 1824 dans les chemins de fer

## Évènements
- 25 février.  France :   par ordonnance royale, M. de Lur-Saluces et consorts sont autorisés, sous le titre de Compagnie du chemin de fer, à établir une ligne de la Loire au Pont-de-l’Âne, sur la rivière de Furens, par le territoire houiller de Saint-Étienne.
- 26 février : ordonnance royale autorisant la future ligne de Saint-Étienne à Andrézieux, première concession de chemin de fer en France (accordée par ordonnance du roi Louis XVIII à Louis-Antoine Beaunier).

## Naissances
- x

## Décès
- x